# Pomnik Czynu Legionowego w Kielcach
Pomnik Czynu Legionowego w Kielcach – pomnik znajdujący się na Placu Józefa Piłsudskiego w Kielcach, przy ulicy Piotra Ściegiennego, w pobliżu WDK – Wojewódzkiego Domu Kultury.

## Historia

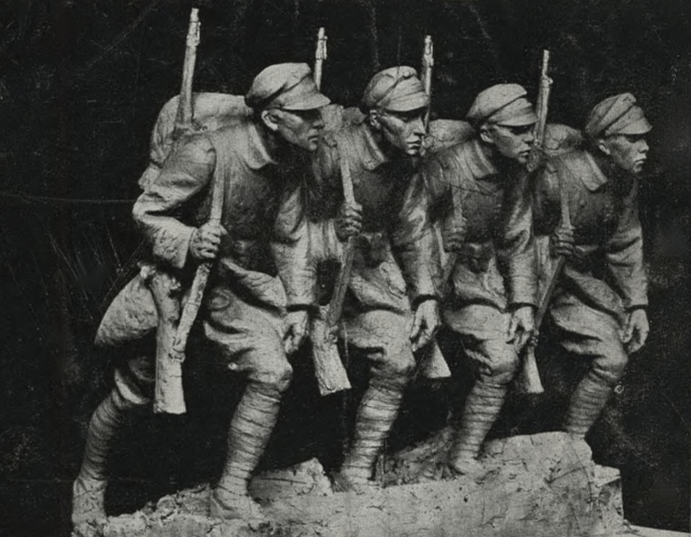
Model z gipsu Jana Raszki z 1917 r.

Projekt pomnika przedstawił Jan Raszka, który w 1917 roku wykonał model z gipsu. Przedstawiał on czterech polskich żołnierzy z czołówki kampanii kadrowej, symbolizujących Królestwo Polskie, Małopolskę, Śląsk i Wielkopolskę. Dwadzieścia lat później przystąpiono do budowy Pomnika Legionów Polskich, zlecając ją projektantowi. Uroczystego odsłonięcia dokonali 2 października 1938 roku generał Kazimierz Sosnkowski i minister komunikacji Juliusz Ulrych; wcześniej odbyła się msza święta, otworzono także Sanktuarium Marszałka Piłsudskiego w pałacu biskupim.
W trakcie II wojny światowej Niemcy zniszczyli rzeźbę, natomiast pozostały postument zlikwidowano w 1950 roku. Na zachowanym fundamencie przez pewien czas znajdowała się drewniana makieta powstającego w Warszawie Pałacu Kultury i Nauki. Pomysł odbudowy pomnika zrodził się w latach 80. XX wieku. W 1981 roku na jednym z drzew powieszono metalową tablicę, informującą, że w tym miejscu znajdował się Pomnik Legionów Polskich. Trzy lata później na skwerze został umieszczony kamień z napisem „1914–1984” i drewnianą tabliczką.
W 1988 w Kielcach został utworzony Społeczny Komitet Odbudowy Pomnika Czynu Legionowego. Rok później zapoznano się z modelem projektu Jana Raszki w skali 1:14, aby przy odbudowie zachować zamysł autora. W 1990, dzięki pracom społecznym wielu osób i instytucji, pomnik został odbudowany. Ustawiono go 25 maja 1991 (stanął półtora metra na północny wschód od położenia pierwotnego), natomiast 3 czerwca pobłogosławił go przebywający w Kielcach papież Jan Paweł II. Uroczyste odsłonięcie nastąpiło 11 sierpnia 1991 roku.

## Wykonanie
Pomnik z 1938 roku miał wysokość ok. 8 m. Wykonany był z kamienia i obłożony granitową okładziną sprowadzoną z Janowej Doliny (obecnie Ukraina). Z braku funduszy rzeźbę wykonano z patynowanego gipsu. Rozpoczęcie działań wojennych w 1939 roku uniemożliwiło wykonanie odlewu z brązu.
Obecny postument ma wysokość 5,5 m, natomiast rzeźba 2,8 m. W trakcie odbudowy pomnika starano się o sprowadzenie granitowej okładziny z Janowej Doliny, jednak celu nie osiągnięto. Wykorzystano więc głaz narzutowy w kolorystyce podobnej do oryginalnej.